# Peter Christian

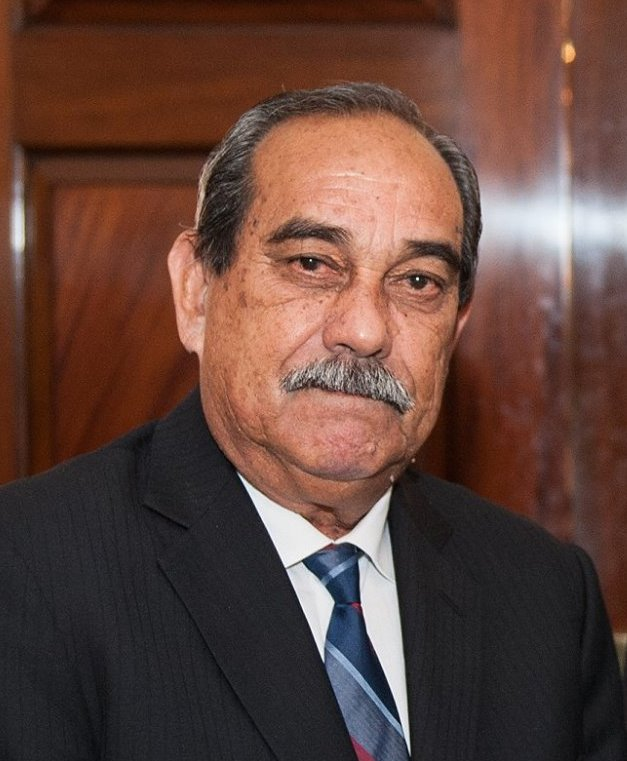
Peter M. Christian (2016)

Peter Martin Christian (* 16. Oktober 1947 in Pohnpei) ist ein mikronesischer Politiker. Am 11. Mai 2015 wurde er zum achten Präsidenten der Föderierten Staaten von Mikronesien als Nachfolger von Manny Mori gewählt. Am 11. Mai 2019 wurde David Panuelo zu seinem Nachfolger gewählt.
Christian absolvierte ein Studium an der University of Hawaiʻi at Mānoa. Von 1975 bis 1979 vertrat er als Repräsentant die Stadt Kolonia im Parlament des Bundesstaates Pohnpei.
1979 wurde Christian mit 32 Jahren als jüngster Abgeordneter in den Kongress der Föderierten Staaten von Mikronesien gewählt. Bis 2007 und wieder im Jahr 2009 war er Abgeordneter, von 2003 bis 2007 Parlamentssprecher.